# Angolo pontocerebellare
L'angolo pontocerebellare è situato tra cervelletto e ponte di Varolio. È costituito da una particolare area topografica della fossa cranica posteriore, delimitata dalla superficie laterale del ponte, dalla superficie antero-inferiore del flocculo e dell'emisfero cerebellari e dal foglietto durale che riveste la superficie posteriore della rocca petrosa.
Nell'angolo pontocerebellare transitano i nervi cranici dal V al XII, le arterie cerebellare superiore, cerebellare antero-inferiore, uditiva interna e la vena petrosa.
La patologia maggiormente correlata all'angolo pontocerebellare è il neurinoma dell'acustico.
Se si verifica una lesione espansiva dell’angolo pontocerebellare si ha il coinvolgimento del nervo cranico vestibolococleare (VIII); se si espande ulteriormente, anche del nervo cranico facciale (VII). In casi più rari può essere coinvolto anche il nervo cranico trigemino (V).